# Гельвіг Роман Іванович
Роман Іванович Гельвіг (нар. 12 вересня 1873, Липецьк — 19 вересня 1920) — доктор медицини, перший ректор Таврійського університету.
Закінчив природниче відділення фізико-математичного факультету Санкт-Петербурзького університету (1897); медичний факультет Київського університету (1902). Залишився у ньому для наукової роботи. Приват-доцент цього ж університету (1914). Паралельно викладав на курсах сестер милосердя Маріїнської общини Червоного Хреста (1902—1905); в Київському жіночому медичному інституті (1908—1909), в Київському Фребелівському інституті (1909—1911). У 1913 захистив докторську дисертацію.
Після рішення навесні 1918 про відкриття у Криму філії Університету св. Володимира прийняв пропозицію про роботу в ньому. У липні 1918 був обраний деканом медичного факультету та в.о. ректора. З квітня 1919 — ректор Таврійського університету. Був прихильником перенесення Таврійського університету до Севастополя.
Помер 19 вересня 1920 від зараження тифом.